# Dorothy Wilson
Pour l’article homonyme, voir Wilson.
Dorothy Wilson, (14 novembre 1909 - 7 janvier 1998), est une actrice de cinéma américaine. Secrétaire puis actrice de la RKO, elle fera une carrière cinématographique de 1932 à 1937 et plus d'une vingtaine de films. Elle est une des starlettes titrées WAMPAS Baby Stars de la saison 1932. Retirée du cinéma en 1937, elle poursuivra sa carrière à la RKO où elle participera au sein d'une équipe de production, à la supervision des scripts des films.

## Biographie
Après avoir été élevée à Minneapolis, au Minnesota, Dorothy déménage à Los Angeles après l’obtention de son diplôme universitaire. Étrangement, elle ne se sent aucune attirance pour le cinéma et a choisi cette destination à cause d'un irréprésible besoin de voyager.
En 1930, ayant postulé dans plusieurs agences d'emplois, elle reçoit et accepte l'offre d'emploi de RKO Pictures lui proposant une place de secrétaire qu'elle tint pendant deux ans,.

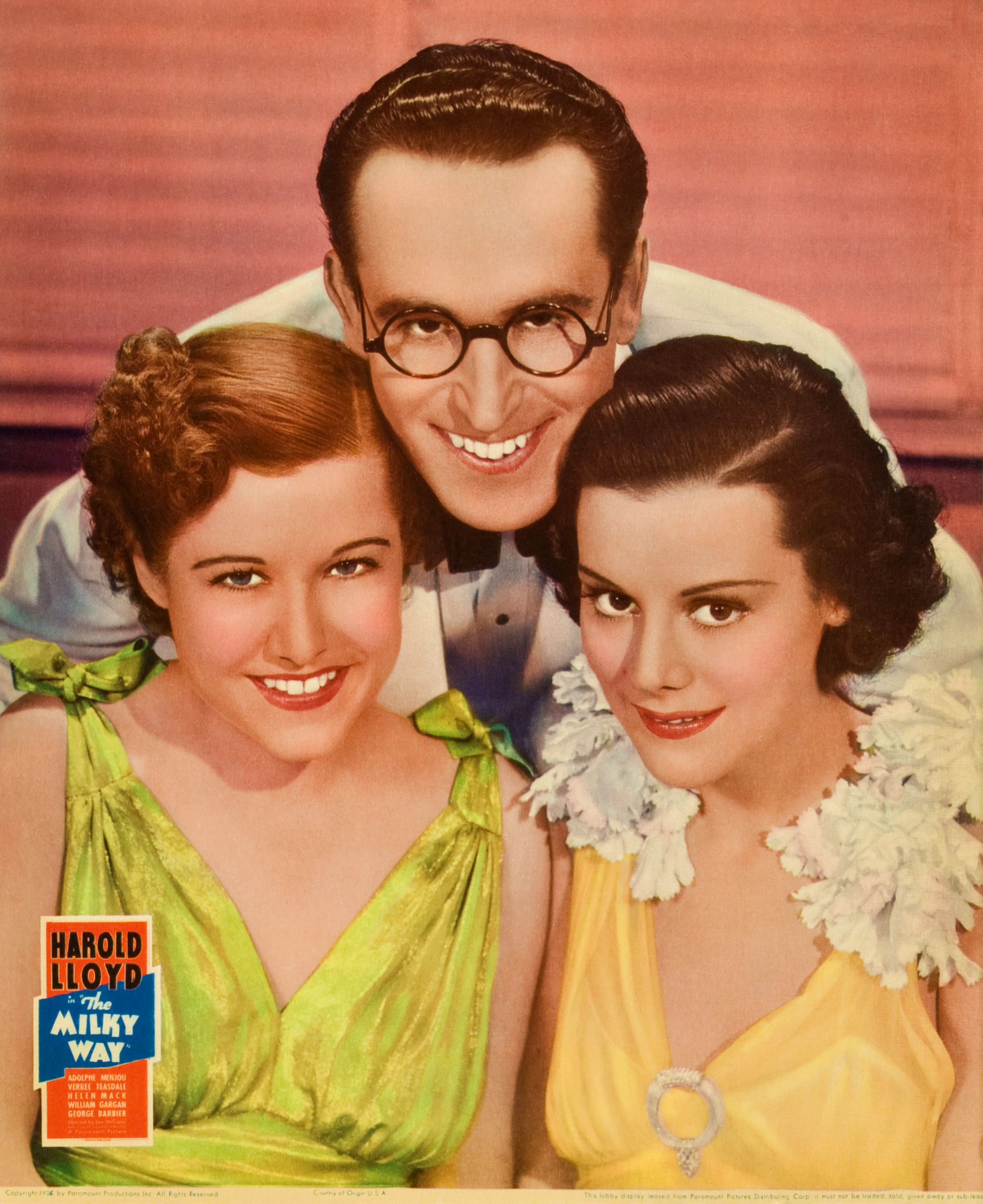
Dorothy Wilson, Harold Lloyd, et Helen Mack sur une affiche du film pour Soupe au lait de 1936

Suivant constamment Gregory La Cava, le réalisateur, prenant ses notes, elle se fait remarquer par H. N. Swanson, responsable du casting qui lui offre la possibilité de faire un test pour le prochain film à venir de La Cava , The Age of Consent en 1932,. Après de concluants essais, il lui est proposée un des deux rôles majeurs féminins aux côtés de Arline Judge, donnant la réplique à Richard Cromwell. Prouvant qu'elle est aussi belle qu'elle est talentueuse, la jeune et jolie brunette aux yeux bleus crève l'écran faisant du film un succès pour lequel les critiques encenseront unanimement sa performance.
La même année, elle est dotée du titre de la WAMPAS qui célèbre annuellement les treize meilleurs espoirs féminins du cinéma aux côtés des futures légendes hollywoodiennes que seront plus tard Ginger Rogers et Gloria Stuart, toutes trois de la même promotion. Elle continua ensuite à jouer avec les plus grands noms de l'époque comme William Boyd, Harold Lloyd, Rosalind Russell, Richard Dix, Tom Keene, Loretta Young, Preston Foster et Will Rogers. Elle apparut dans plus de vingt films entre 1932 et 1937, jouant aussi bien des thrillers que des westerns et des dramatiques.

## Vie personnelle
Elle épouse en 1936, Lewis R. Foster le scénariste qu'elle avait rencontré pendant le tournage du film Eight Girls in a Boat de 1934. Foster gagne en 1940, l'oscar de la meilleure histoire originale pour le film sorti en 1939, Mr. Smith Goes to Washington d’après le livre de Foster titré The Gentleman From Montana qui mettait en vedette James Stewart et Jean Arthur. Plus tard, elle passe un test pour l'obtention du rôle de Melanie Hamilton, personnage de l'épique film de Gone With the Wind mais elle n'est pas retenue et le rôle échoit à Olivia de Havilland. N'ayant été sélectionnée que deux fois pour des premiers rôles depuis son mariage, elle décida de quitter définitivement le milieu du cinéma pour se consacrer entièrement à sa famille. Elle retourna, néanmoins une fois, jouer un rôle dans le film Whistling in Brooklyn, malheureusement non crédité.
Ils ont eu deux enfants. Foster décéda en 1974 et Dorothy ne se remaria jamais. Elle décède le 7 janvier 1998 à Lompoc où elle résidait.

## Filmographie

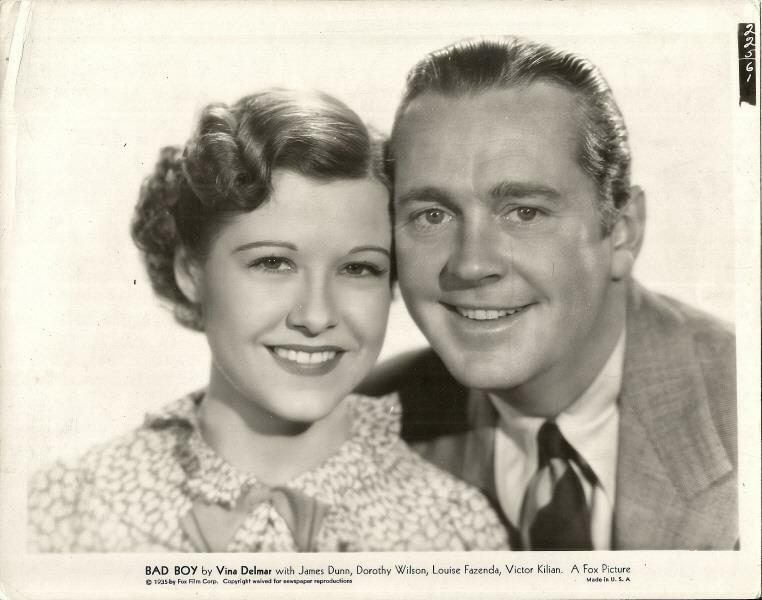
Dorothy Wilson et James Dunn dans Bad Boy

- 1932 : The Age of Consent[4] de Gregory La Cava : Betty Cameron
- 1932 : Men of America de Ralph Ince : Annabelle
- 1933 : Lucky Devils de Ralph Ince : Fran Clark
- 1933 : Scarlet River de Otto Brower : Judy Blake
- 1933 : Le Docteur Cornélius (Before Dawn) de Irving Pichel :  Patricia Merrick
- 1933 : Above the Clouds de Roy William Neill : Connie
- 1934 : Eight Girls in a Boat de Richard Wallace : Christa Storm
- 1934 : His Greatest Gamble de John S. Robertson : Alice Stebbins
- 1934 : The Merry Widow de Ernst Lubitsch : fille de chez Maxims
- 1934 : The White Parade de Irving Cummings : Zita Scofield
- 1935 : When a Man's a Man de Edward F. Cline : Kitty Baldwin
- 1935 : Dangerous Appointment de Frank R. Strayer
- 1935 : One in a Million de Frank R. Strayer : Dorothy Brooks
- 1935 : Circus Shadows de Charles Hutchison : Elaine Cavanaugh
- 1935 : Les Derniers Jours de Pompéi (The Last Days of Pompeii) de Ernest B. Schoedsack  et Merian C. Cooper : Clodia
- 1935 : Bad Boy de John G. Blystone : Sally Larkin
- 1935 : In Old Kentucky de George Marshall : Nancy Martingale
- 1936 : Soupe au lait (The Milky Way) de Leo McCarey : Polly Pringle
- 1936 : Hollywood Boulevard de Robert Florey
- 1936 : Craig's Wife de Dorothy Arzner : Ethel Landsdruth
- 1937 : Speed to Spare de Lambert Hillyer : Eileen Hart
- 1943 : Whistling in Brooklyn de S. Sylvan Simon : Eileen Hart